# Мба (народ)
Мба — народ Демократической Республики Конго (среднее течение реки Арувими). Численность составляет около 60 тыс. человек (в соответствии с данными на 2010 год). Говорят на языке мба, входящем в состав адамава-убангийской семьи нигеро-конголезской макросемьи. Придерживаются традиционных верований.

## Занятия
Основным традиционным занятием народа мба является ручное подсечно-огневое земледелие. Они занимаются выращиванием элевсина, риса, бобовых, корнеплодов и овощей. Также к традиционным занятиям народа мба относится скотоводство — в основном разводят мелкий рогатый скот. Мба также занимаются рыбной ловлей и охотой. Среди них распространены такие традиционные ремёсла, как плавка и обработка металла, гончарное ремесло, резьба по дереву, плетение циновок, корзин и другие ремёсла. Профессиональные знания и навыки чаще всего передаются от отца к сыну, или реже от мастера к ученику.

## Поселения
Поселения народа мба распределены неравномерно по ареалу их обитания. Люди живут в хижинах — в большинстве случаев хижины сплетены из веток, обмазанных глиной, с высокими коническими крышами и хозяйственными постройками, находящимися вблизи дома. Зачастую одна такая группа круглых хижин занята родственными семьями.

## Пища
В рационе людей народа мба присутствуют лепёшки, каши, похлёбки, овощи, фрукты, рыба, в основном то, чем богата окружающая их природа и что не требует сложной и длительной термической обработки.